# Nanú
Eulânio Ângelo Chipela Gomes (Coímbra, Portugal, 17 de mayo de 1994), más conocido como Nanú, es un futbolista bisauguineano que juega de defensa en el APOEL de Nicosia de la Primera División de Chipre.

## Trayectoria
Nanú comenzó su carrera deportiva en el S. C. Beira-Mar, con el que debutó el 27 de julio de 2013 en un partido de la Copa de la Liga de Portugal frente al Portimonense.
En 2015 fichó por el C. S. Marítimo B, pasando a formar parte del primer equipo en 2018.

### Oporto
Su buen hacer en el Marítimo le llevó a fichar por el F. C. Oporto en 2020.
Con el Oporto debutó en la Liga de Campeones de la UEFA el 21 de octubre de 2020, en la derrota por 3-1 del conjunto portugués frente al Manchester City.
En temporada y media jugó 21 encuentros antes de ser cedido en enero de 2022 al F. C. Dallas hasta final de año. El acuerdo incluía una opción de compra que no fue ejercida y se marchó, también a préstamo, al C. D. Santa Clara.
Después de esas dos cesiones se desvinculó definitivamente del F. C. Porto y en julio de 2023 fichó por el Samsunspor. En sus primeros meses en Turquía jugó cinco encuentros y en enero de 2024 regresó a Portugal de la mano del C. F. Estrela Amadora.
El 18 de agosto de 2025 se unió al APOEL de Nicosia por un año.

## Selección nacional
Es internacional con la selección de fútbol de Guinea-Bisáu, con la que debutó, el 8 de junio de 2019, en un amistoso frente a la selección de fútbol de Angola.
Fue convocado con su selección a la Copa Africana de Naciones 2019.

## Clubes
| Club                           | País           | Año       |
| ------------------------------ | -------------- | --------- |
| S. C. Beira-Mar                | Portugal       | 2013-2015 |
| Gafanha (cedido)               | Portugal       | 2014-2015 |
| C. S. Marítimo "B"             | Portugal       | 2015-2018 |
| C. S. Marítimo                 | Portugal       | 2018-2020 |
| F. C. Oporto                   | Portugal       | 2020-2023 |
| F. C. Dallas (cedido)          | Estados Unidos | 2022      |
| C. D. Santa Clara (cedido)     | Portugal       | 2023      |
| Samsunspor                     | Turquía        | 2023-2025 |
| C. F. Estrela Amadora (cedido) | Portugal       | 2024      |
| APOEL de Nicosia               | Chipre         | 2025-act. |

## Palmarés

### Títulos nacionales
| Título                | Club         | País     | Año  |
| --------------------- | ------------ | -------- | ---- |
| Supercopa de Portugal | F. C. Oporto | Portugal | 2020 |